# Окулус
Окулус (на латински: oculus – озн.: „око“) или опейон (на гръцки: ὀπαῖον – озн.: отвор за дим; също опайон, опеон) е кръгъл отвор в най-високата точка – центъра – на купол или покрив. Опейонът е познат още в древността, където е служил за изпускането на дима от огнището в помещението, а по-късно е придобил символично значение и станал характерен за византийската и неокласическата архитектура. Известен е също като волско око (от френски: œil-de-boeuf).

## Класически пример
Най-известният пример за използването на окулус в античната архитектура е кръглият отвор в купола на Пантеона в Рим. Околусът има диаметър 9 m и освен че служи за намаляване на тежестта на купола, заедно с вратата се използва за естествено осветление и вентилация на сградата. Падащата през отвора вода по време на дъжд се отвежда от изградена под пода дренажна система. Вероятно гигантският купол на Пантеона е символизирал небето – обителта на боговете, а околусът, разположен в неговия център, обозначавал мястото на Юпитер като върховно божество.
Отворът в центъра на купола, съществено намаляващ неговата тежест, е не само рационално конструктивно решение, но и доста ефектна техника. При слънчево време, слънчевите лъчи, проникващи през окулуса образуват ясно забележим в центъра на храма светлинен стълб. В зависимост от променящата се позиция на слънцето се променя и осветлението във вътрешността на Пантеона: едни елементи от интериора изпъкват на преден план, други, напротив, потъват в сянка.
Веднъж в годината, на празника Петдесетница, през отвора в купола на храма се сипят листа от червени рози. Това символизира слизането на Светия Дух при апостолите.
Християнската архитектура приела античната традиция, съхранявайки отчасти и символиката на окулуса, който започнал да бъде асоцииран с всевиждащото „око Господне“. В ислямската архитектура като пример за използването на окулус може да служи купола на джамията Улу-Джами в Дивриги (Турция).
Окулусът се е използвал и в светската архитектура, в частност, архитектурата от епохата на Ренесанса. Така например, един окулус овенчава купола на вила „Ла Ротонда“, построена от Андреа Паладио. Вероятно, именно по образец на тази вила Томас Джеферсън, който е бил добре запознат с изкуството на Италия, е проектирал впоследствие собственото си имение Монтичело. Стаята, разположена точно под купола, била осветявана от остъклен окулус.
В съвременната архитектура, традицията окулуса да се използва като източник на светлина намира своеобразно въплъщение в проекта на Сантяго Калатрава – възлова жп гара на Световния търговски център, която се и нарича така – Окулус (на английски: Oculus). Нейният стъклен покрив пропуска слънчева светлина; освен това, по замисъл на Калатрава, на 11 септември всяка година, точно в 10:28 ч. (в памет на жертвите на терористичните атаки на 11 септември 2001 година), светлината трябва да пада под определен ъгъл, преминавайки през откритие в покрива и създавайки светлинен стълб.

## Византийска архитектура
Окулусът е бил широко използван в архитектурата на Византийската империя. Прилага се в сгради в Сирия през V и VІ век и отново през X век. В църквата Мирелейон (днешната джамия Бодрум) в Цариград (построена около 920 г.), има два окула над междуетажния корниз на двете странични фасади.

## Неокласическо възраждане
Ранни пример за употребата на окулус в Ренесансовата архитектура могат да се видят в катедралата „Санта Мария дел Фиоре“ във Флоренция, в клеристорията на нефа и на върха на аркадните арки.

От възраждането на куполното строителство, започнало през италианския Ренесанс, отворените окули са заменени от светопропускащи куполи и други кръгли прозорци, отвори и капандури. Те могат да се видят във фронтоните на Вила „Ла Ротонда“ от Паладио, макар и не на купола. Използването на окулни прозорци станала по-популярна в бароковата архитектура. Широко използван от неопаладийските архитекти, включително Колен Кембъл, окулът може да се види в купола на ротондата на Томас Джеферсън във Верджинския университет.
- Ефект от гледката към купол през окулус под естествена светлина (гр. Вамбежице, Полша)
- Изглед на окулус, отварящ се в купол в Хащ Бехещ, Исфахан (1699 г.)
- Окули в Сан Педро, Каласпара, Испания
- Фасада на Colegio Grande, завършена през 1749 г.,[17][18] на колежа San Ildefonso, в Мексико град, Мексико